# Nuoto ai Giochi della XXV Olimpiade - 200 metri rana femminili
Hanno partecipato alle batterie di qualificazione 39 atlete: le prime 8 si sono qualificate per la finale A, le successive 8 invece si sono qualificate per la finale B.

## Finale A
27 luglio 1992
| Posizione | Atleta              | Paese             | Tempo      |
| --------- | ------------------- | ----------------- | ---------- |
|           | Kyōko Iwasaki       | Giappone          | 2:26.65 RO |
|           | Lin Li              | Cina              | 2:26.85    |
|           | Anita Nall          | Stati Uniti       | 2:26.88    |
| 4         | Elena Rudkovskaya   | Squadra Unificata | 2:28.47    |
| 5         | Guylaine Cloutier   | Canada            | 2:29.88    |
| 6         | Nathalie Giguere    | Canada            | 2:30.11    |
| 7         | Manuela Dalla Valle | Italia            | 2:31.21    |
| 8         | Alicja Peczak       | Polonia           | 2:31.76    |

## Finale B
| Posizione | Atleta           | Paese             | Tempo   |
| --------- | ---------------- | ----------------- | ------- |
| 9         | Gabriella Csepe  | Ungheria          | 2:31.15 |
| 10        | Daniela Brendel  | Germania          | 2:32.05 |
| 11        | Audrey Guerit    | Francia           | 2:32.10 |
| 12        | Samantha Riley   | Australia         | 2:32.63 |
| 13        | Kyoko Kasuya     | Giappone          | 2:32.97 |
| 14        | Jill Johnson     | Stati Uniti       | 2:33.89 |
| 15        | Magdalena Kupiec | Polonia           | 2:35.74 |
| 16        | Elena Volkova    | Squadra Unificata | 2:37.65 |

## Batterie di qualificazione
- Q = Qualificate per la finale A
- q = qualificate per la finale B

| Posizione | Atleta                   | Paese             | Tempo     |
| --------- | ------------------------ | ----------------- | --------- |
| 1         | Anita Nall               | Stati Uniti       | 2:27.77 Q |
| 2         | Kyōko Iwasaki            | Giappone          | 2:27.78 Q |
| 3         | Elena Rudkovskaya        | Squadra Unificata | 2:28.24 Q |
| 4         | Guylaine Coutier         | Canada            | 2:29.01 Q |
| 5         | Nathalie Giguere         | Canada            | 2:29.71 Q |
| 6         | Lin Li                   | Cina              | 2:29.99 Q |
| 7         | Manuela Dalla Valle      | Italia            | 2:30.75 Q |
| 8         | Alicja Peczak            | Polonia           | 2:30.78 Q |
| 9         | Jill Johnson             | Stati Uniti       | 2:30.80 q |
| 10        | Gabrielle Csepe          | Ungheria          | 2:32.04 q |
| 11        | Samantha Riley           | Australia         | 2:32.09 q |
| 12        | Daniela Brendel          | Germania          | 2:32.29 q |
| 13        | Audrey Guerit            | Francia           | 2:32.33 q |
| 14        | Elena Volkova            | Squadra Unificata | 2:32.39 q |
| 15        | Kyoko Kasuya             | Giappone          | 2:32.55 q |
| 16        | Magdalena Kupiec         | Polonia           | 2:33.92 q |
| 17        | Brigitte Becue           | Belgio            | 2:34.11   |
| 18        | Jana Doerries            | Germania          | 2:34.58   |
| 19        | Linley Frame             | Australia         | 2:34.73   |
| 20        | Beatrice Coada           | Romania           | 2:34.97   |
| 21        | Britta Vestergaard       | Danimarca         | 2:35.28   |
| 22        | S. Brownsdon             | Regno Unito       | 2:35.28   |
| 23        | Mi Yeong Park            | Corea del Sud     | 2:35.33   |
| 24        | Elena Donati             | Italia            | 2:36.42   |
| 25        | Martina Nemec            | Austria           | 2:36.65   |
| 26        | Kira Bulten              | Paesi Bassi       | 2:37.09   |
| 27        | R. Runolfsdottir         | Islanda           | 2:37.42   |
| 28        | Lourdes Becerra          | Spagna            | 2:37.69   |
| 29        | Lu Di                    | Cina              | 2:38.63   |
| 30        | Somsawan Phuvichit       | Thailandia        | 2:41.20   |
| 31        | Martine Janssen          | Paesi Bassi       | 2:41.48   |
| 32        | Jennifer Smatt           | Bermuda           | 2:42.25   |
| 33        | Jaime King               | Regno Unito       | 2:44.49   |
| 34        | Penelope Heyns           | Sudafrica         | 2:45.04   |
| 35        | Priscilla Madero         | Ecuador           | 2:46.79   |
| 36        | Barbara Pexa             | Guam              | 2:47.27   |
| 37        | Claudia Velasquez        | Perù              | 2:47.31   |
| 38        | Phuong Nguyen Thi        | Vietnam           | 2:57.71   |
| 39        | Elke Talma               | Perù              | 3:12.13   |
|           | Bako Ratsifandrihamanana | Madagascar        | DNS       |